# Haus Blumenkamp
Das Haus Blumenkamp befindet sich in Bremen, Stadtteil Burglesum, Ortsteil St. Magnus, Billungstraße 23. Das Gebäude entstand 1864 nach Plänen von Christian Roselius. 
Das Gebäude steht seit 2012 unter Bremer Denkmalschutz.

## Geschichte
Blumenkamp war früher ein Landsitz im damals noch kaum bebauten nördlichen St. Magnus. 1862 kam die Bahnstrecke von Bremen-Burg nach Vegesack mit einem Haltepunkt in St. Magnus und eine weitere Besiedlung fand statt.
Die zweigeschossige, verputzte Villa mit einem angegliederten eingeschossigen Wirtschaftstrakt ließ die Familie Wolde 1864 in der Epoche des Historismus bauen. Über dem Haupteingang an der Nordseite ist das Familienwappen sowie die Inschrift „Anno 1864“. Carl Heinrich Wolde (1800–1887) soll der Bauherr gewesen sein. Er hatte sein Vermögen im Geldwechselgeschäft der Firma J. Schultze & Wolde (Bremen, Stintbrücke 1) erworben. Das Anwesen mit seinem großzügigen Park mit Gärtnerei (deshalb Blumenkamp) ist ein prägnantes Beispiel der Landsitze des 19. Jahrhunderts in der Nähe zur Lesum. Auch der Schwiegervater seines Sohnes der Baumwollbaron Ludwig Knoop residierte an der Lesum im benachbarten nicht erhaltenem Schloss Mühlenthal in Knoops Park.
Die nachfolgenden Eigentümer waren: Seit um 1898 der Kaufmann Johann Heinrich Lürmann und seine Frau Betti geb. Wolde (1843–1917) und 1924 bis nach 1928 der Konsul Paul Burchard (* 1863). Es muss danach von Bremen übernommen worden sein.
1935 war hier das NS-Müttererholungsheim Blumenkamp der NS-Volkswohlfahrt; das Haus wurde umgebaut.
Der Park wurde 1951 größtenteils öffentlich.
Das Bauamt Bremen-Nord nutzte von 1964 bis 1989 das Gebäude. Danach war es bis 1991/92 eine provisorische Unterkunft für Aussiedler und Asylbewerber, bis es 1993 nach einem Umbau ein Kindertagesheim wurde.
Auf dem großen Blumenkamp-Areal baute die Bremer Heimstiftung 1960–1964 ein Alten- und Pflegeheim mit 190 Betten nach Plänen von Rudi Richter und Willi Kläner. Es wurde später modernisiert und erweitert zum Stiftungsdorf Blumenkamp, einer zwei- und viergeschossigen großen Gebäudeanlage.
Im nördlichen Parkgelände, das oft – historisch falsch – Knoops Park zugerechnet wird, befindet sich ein Blindengarten.